# Stephan Remmler

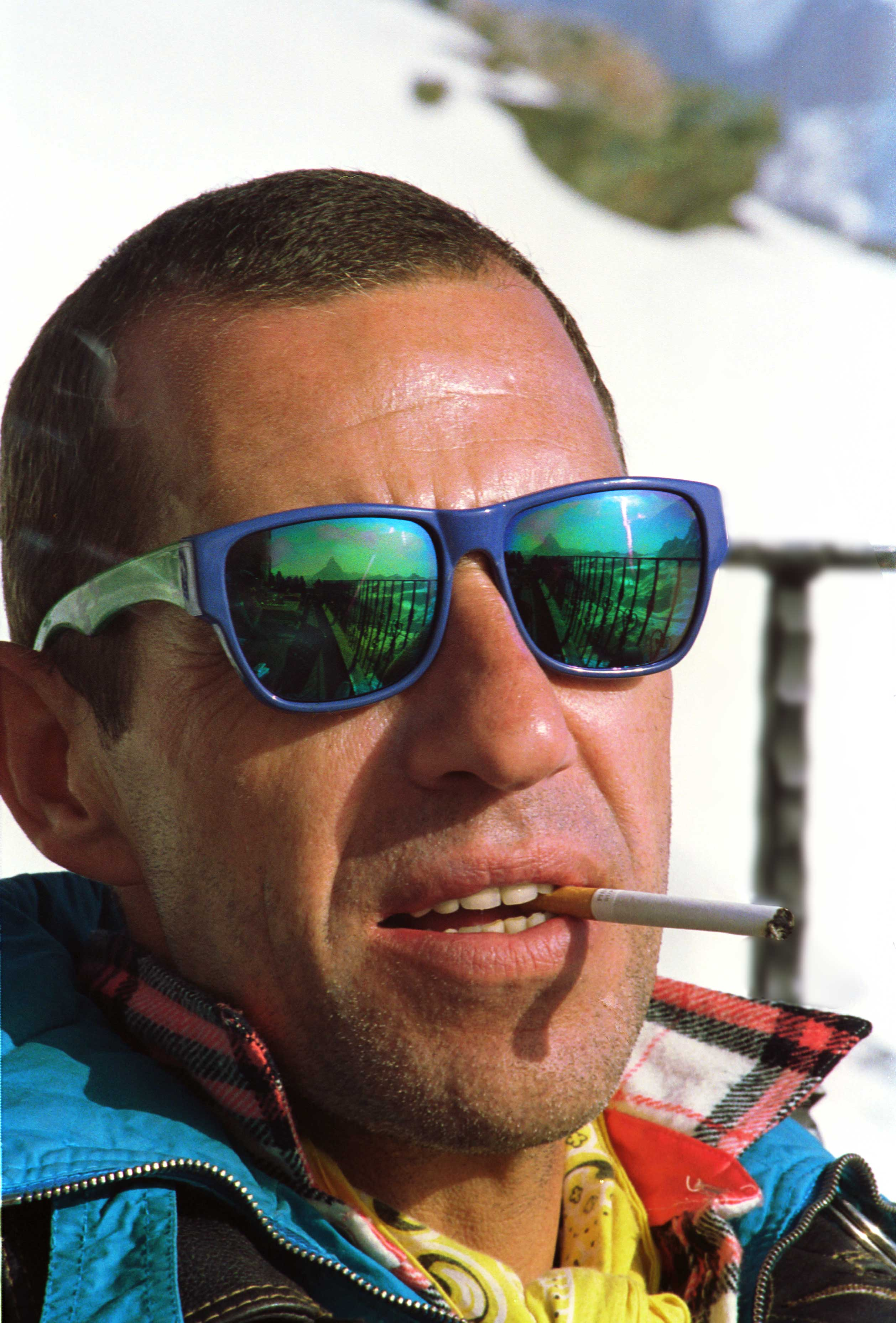
Stephan Remmler (1997)

Stephan Remmler (* 25. Oktober 1946 in Witten) ist ein deutscher Sänger, Komponist und Musikproduzent. Er wurde als Sänger der NDW-Band Trio bekannt, die 1982 mit dem Lied Da Da Da erfolgreich war. Er ist das einzige noch lebende Mitglied der Band.

## Leben

### Kindheit und Jugend
Remmlers Vater arbeitete als Wirtschaftsprüfer an der amerikanischen Botschaft in Bad Godesberg. Als dieser Mitte der 1950er Jahre bei einem Verkehrsunfall ums Leben kam, zog die Familie zu den Eltern der Mutter nach Bremerhaven. Dem Vater der Mutter gehörte dort das Capitol-Kino. 
In Bremerhaven kam Remmler mit der Musik von Elvis Presley in Kontakt, Presleys Schallplatte Heartbreak Hotel beeindruckte Remmler nach eigener Aussage unglaublich. Er war vom Soldatensender AFN, der von Bremerhaven aus ein US-Radioprogramm sendete, begeistert. 1958 gehörte Remmler zu den Schaulustigen, die den Wehrpflichtigen Presley an der Columbuskaje jubelnd begrüßten. Auf dem jährlichen Deutsch-Amerikanischen Volksfest in Bremerhaven interessierten Remmler die Country-Bands im Red Dog Saloon. Später besuchte Remmler den amerikanischen Teenage-Club in Bremerhaven. 
Mitte der 1960er Jahre veranstaltete Seebeck am Markt regelmäßig Sängerwettbewerbe in Bremerhaven. Remmler gewann einige Male und durfte schließlich nur noch außer Konkurrenz auftreten. Hier fand er Kontakt zu Delf Jacobs, der ihn überzeugte, seiner Beat-Band Bottles beizutreten. 1966 wurde Bottles in Just Us umbenannt. Diese gastierte unter anderem 14 Tage im Hamburger Star Club, die Gitarre spielte Kralle Krawinkel, der spätere Trio-Gitarrist. Nach dem Abitur in Bremerhaven wurde Remmler zur Bundeswehr eingezogen, seinen Wehrdienst leistete er in Cuxhaven ab. Nach dem Wehrdienst nahm Remmler ein Lehramtsstudium in Hamburg auf.
In den 1970er Jahren trat Remmler unter dem Pseudonym „Rex Carter“ als Schlagersänger auf. Danach wurde er Hauptschullehrer in Bevern (Landkreis Holzminden) und Musikdozent an der Universität Oldenburg.

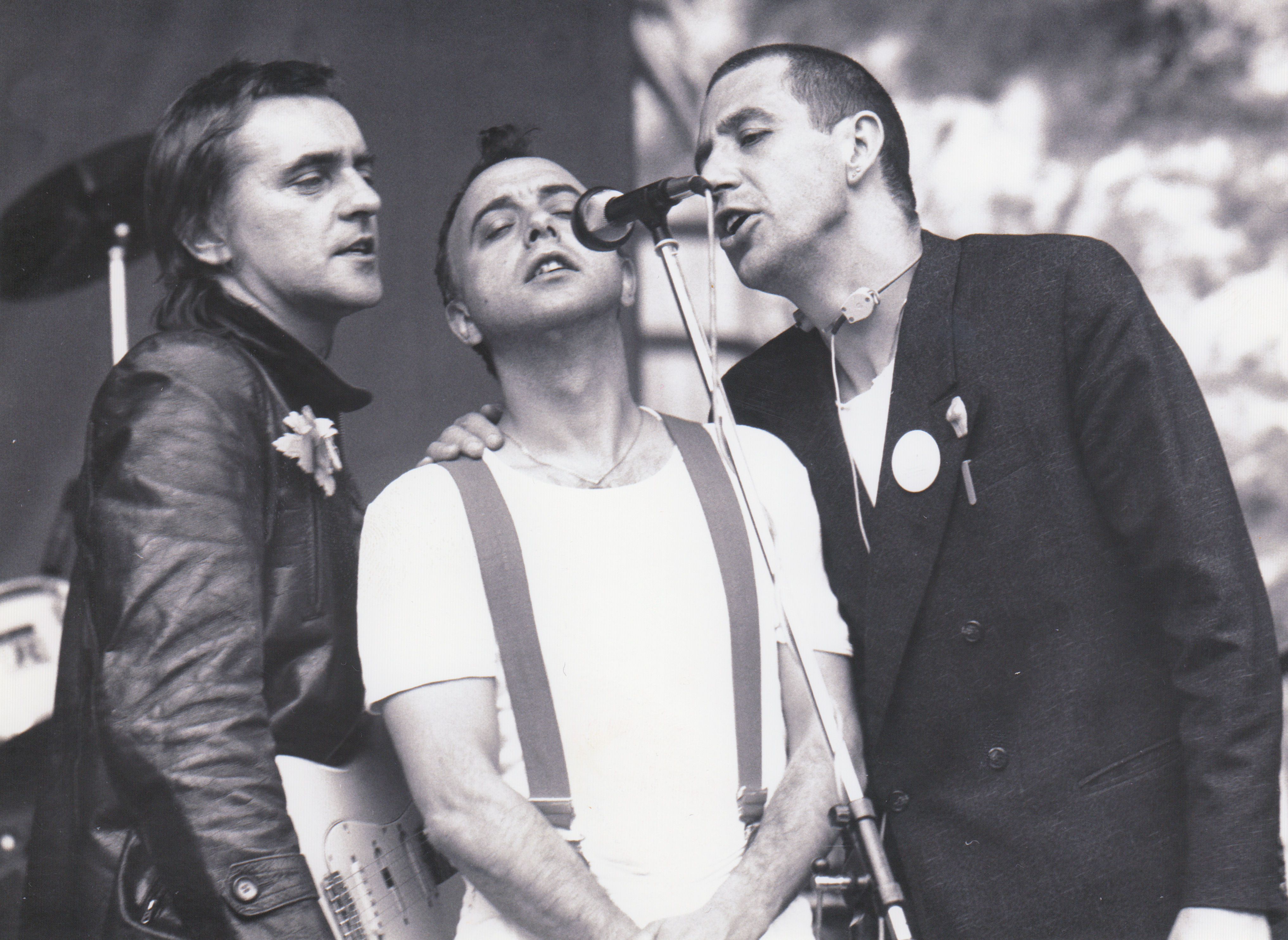
Stephan Remmler (rechts) mit Trio (1982)

### Trio
1979 gründete Remmler zusammen mit Kralle Krawinkel und Peter Behrens die Gruppe Trio und war deren Texter und Sänger. Mit Trio erzielte er den Welthit Da Da Da ich lieb dich nicht du liebst mich nicht aha aha aha und hatte mit weiteren Titeln zumindest in Deutschland im Zuge der Neuen Deutschen Welle beachtlichen Erfolg: Anna – Lassmichrein Lassmichraus, Herz ist Trumpf und Bum bum konnten sich in den deutschen Top 10 platzieren.
In einer kreativen Pause bei Trio (1984) veröffentlichte er als Stephan & Nina gemeinsam mit der neunjährigen Angela Smecca die Single Feuerwerk (auch international auf Englisch, Spanisch, Französisch und Italienisch) und spielte den Erzähler in dem klassischen Werk Peter und der Wolf unter der Leitung von John Williams.

### Solokarriere
Nachdem sich Trio 1986 aufgelöst hatte, begann Remmler eine Solokarriere. Er schrieb und produzierte seine Musik fast ausnahmslos im Alleingang. Gleich die erste Single seiner Solokarriere Keine Sterne in Athen war seine kommerziell erfolgreichste. Die zweite Single Alles hat ein Ende, nur die Wurst hat zwei wurde unerwartet zu einem Karnevalsschlager. Beide Singles erreichten den dritten Platz der deutschen Singlecharts. An diese Erfolge konnte er seither nicht mehr anknüpfen. Die englische Version von Keine Sterne in Athen (I Don’t Go to U.S.A.) erreichte auf den Philippinen die Nummer 1.
In der Folge veröffentlichte er eine Reihe von Alben, von denen sich nur noch sein zweites Album Lotto (1988) in den Charts platzieren konnte. Ab 1989 zog sich Remmler eine Zeitlang weitgehend aus dem Musikgeschäft zurück, da er Vater geworden war und sich verstärkt seinem Familienleben widmete. Daher erschien zunächst die Best-of-Kompilation 10 Jahre bei der Stange, die neben den Hits seiner Solokarriere auch einige Titel aus seiner Zeit mit Trio enthielt. 1991 folgte mit Projekt F – Auf der Suche nach dem Schatz der verlorenen Gefühle das dritte Studio- und zugleich erste Tributealbum, das nur Coverversionen von Freddy Quinn beinhaltet. 
Ein für 1992 angekündigtes neues Album mit Eigenkompositionen namens BarbarellaMortadellaohneTeller wurde kurzfristig zurückgezogen und erschien 1993 in überarbeiteter Form unter dem Namen Vamos. Zu diesem Album absolvierte Remmler seine zweite Deutschlandtournee. Aufnahmen von der Tour veröffentlichte er auf dem Live-Album HÜH! 1994 verkörperte er den Kratermann im Musical Tabaluga von Peter Maffay. Nach einem Wechsel der Plattenfirma zu MCA Records folgte noch ein weiteres Studioalbum Amnesia. Im Anschluss zog sich Remmler für rund zehn Jahre ins Privatleben zurück.
2003 komponierte und produzierte er gemeinsam mit seinen drei Söhnen Cecil, Jonni und Lauro ein Album. Das Album selbst blieb unveröffentlicht, da die Formation kurzfristig ihren Plattenvertrag verlor. Zwei vorab erschienene Singles, darunter Everybody Cha Cha, erreichten jedoch in Deutschland hohe Chartpositionen. Remmlers Söhne absolvierten in diesem Rahmen eine Reihe von TV-Terminen, bei denen ihr Vater sie zwar im Hintergrund begleitete, selbst aber nicht vor die Kameras trat.
2006 folgte ein weiteres Soloalbum. Als Plattenfirma wählte er das eher kleine Label der befreundeten Inga Humpe it.sounds. Das Album 1, 2, 3, 4 …, das Remmler gemeinsam mit seinem ältesten Sohn Cecil produziert hatte, konnte sich auf den hinteren Plätzen der deutschen Albumcharts platzieren.
2007 komponierte er mit Cecil den Soundtrack zu dem Film Vollidiot nach dem Buch von Tommy Jaud, der im April 2007 in die Kinos kam. Remmler veröffentlichte in diesem Zuge zusammen mit Nena und Oliver Pocher, der in dem Film die Hauptrolle spielt, die Single Ich kann nix dafür. Bei diesem Lied handelt es sich um eine deutsche Version des Liedes Young Folks von Peter Bjorn and John, für das Remmler einen deutschen Text schrieb und auch sang. Das Lied erreichte die Top 10 der deutschen Singlecharts.
Seither arbeitet Remmler nur noch vereinzelt bei musikalischen Projekten mit. 2010 trat er bei MTV Unplugged als Gast des Berliner Rappers Sido auf. Beide sangen zusammen das Lied Da da da. Dasselbe Lied veröffentlichte er in Zusammenarbeit mit Señor Coconut. 2014 wirkte Remmler bei einer Version von Keine Sterne in Athen der Band LaBrassBanda auf deren Album Kiah Royal mit und trat auch im offiziellen Video auf. 2010 las er die Hörbuchversion von Keith Richards’ Autobiografie Life.
2015 erschien Remmlers Kinderbuch Heinrich, Schweinrich und die fliegenden Krokodile. Von 2013 bis 2016 komponierte und produzierte er Schlagertitel für Sarah Jane Scott, die Lebensgefährtin seines Sohnes Cecil, deren Album Ich schau dir in die Augen im April 2016 erschien. Zuletzt interpretierte er einen Song für ein Tribute-Album für Wolfgang Petry sowie Ende 2016 ein Weihnachtslied für eine Charity-CD. Seitdem hat sich Remmler aus der Öffentlichkeit zurückgezogen.

## Werk
Textlich thematisiert Remmler in seinen Liedern häufig kleine zwischenmenschliche Alltagsgeschichten – meist mit leicht ironischen Untertönen. Auch veröffentlichte er immer wieder Trinklieder. Musikalisch bewegte er sich stets zwischen Schlager und Rockmusik, wobei er eine eindeutige Zuordnung bewusst vermied. Zumindest die Alben Vamos, HÜH! und Amnesia tendierten eher zum Rock. Sein bislang letztes Album 1, 2, 3, 4 … klingt dagegen eher elektronisch-minimalistisch.
Remmler produziert nur Musik, die ihm selbst gefällt – selbst wenn dies den musikalischen Erwartungen seiner Fans nicht entspricht. Beispielsweise veröffentlichte er 1991 das Album Projekt F – Auf der Suche nach dem Schatz der verlorenen Gefühle, das ausschließlich aus Coverversionen von Freddy-Quinn-Liedern bestand und das weder bei seinen Fans noch bei Freddy Quinn selbst auf Zustimmung stieß. Remmler hierzu 2006 in einem Interview: „Ich kann mir meine Musik leisten.“
Stephan Remmler gelang es, namhafte Musiker für seine Produktionen zu gewinnen. Er spielte mit Klaus Voormann, Carl Carlton, Bertram Engel, Status Quo, Ken Taylor, den Toten Hosen, Lydie Auvray und Curt Cress. Auf 1, 2, 3, 4 … ließ er seine Kompositionen u. a. von Deichkind, Seeed, Thomas D, 2raumwohnung und Mathias Halfpape überarbeiten bzw. interpretieren. Gelegentlich war Remmler auch als Produzent für andere Künstler tätig, wie z. B. Humpe & Humpe und DÖF.

## Kritik
Remmlers Lied Frauen sind böse wurde von einigen Radiosendern als frauenfeindlich interpretiert. Im Spiegel wurde auf die ironische Seite des Liedes verwiesen.

## Sonstiges
Liveauftritte von Remmler waren verhältnismäßig selten, da er nach eigenen Angaben lieber im Studio arbeitet. Bei insgesamt acht Studioalben hatte er nur zwei Tourneen.
Stephan Remmler wirkte als Schauspieler in Filmen mit, deren Erfolg allerdings eher mäßig blieb. So spielte er eine Doppelrolle in dem Trio-Spielfilm Drei gegen Drei (1985) und einen Polizisten in der TV-Produktion Krieg der Töne (1987) mit Holger Czukay. Des Weiteren war er als Synchronsprecher für den sprechenden Computer „Edgar“ in dem US-amerikanischen Film Electric Dreams (1984) zu hören.
Im Februar 2009 fand in der Schwankhalle in Bremen die Premiere eines Musiktheaterabends vom Jungen Theater Bremen unter dem Titel Oben aufm Berg – mit Stephan-Remmler-Songs auf der Suche nach dem Schatz der verlorenen Gefühle statt, der von dem Regisseur Carsten Werner und dem Sänger und Schauspieler Denis Fischer ausschließlich aus Remmlers Songs konzipiert wurde.
Er unterstützt als langjähriges Mitglied des gemeinnützigen Paul Klinger Künstlersozialwerk e.V., das sich für Künstler aller Gewerke einsetzt.

## Privates
Stephan Remmler wohnt mit seiner Familie auf Lanzarote und in Basel. Er ist mit der gebürtigen Brasilianerin und Innenarchitektin Hilana Raitzik-Remmler verheiratet. Ihre drei Söhne bildeten Anfang der 2000er-Jahre kurzzeitig die Band Cecil Jonni Lauro, die sich in den Musikcharts platzieren konnte. Cecil Remmler begann anschließend erfolgreich eine musikalische Solokarriere.

## Diskografie

### Alben
| Jahr | Titel                                                            | Höchstplatzierung, Gesamtwochen/‑monate, AuszeichnungChartplatzierungen (Jahr, Titel, Platzierungen, Wochen/Monate, Auszeichnungen, Anmerkungen) | Höchstplatzierung, Gesamtwochen/‑monate, AuszeichnungChartplatzierungen (Jahr, Titel, Platzierungen, Wochen/Monate, Auszeichnungen, Anmerkungen) | Höchstplatzierung, Gesamtwochen/‑monate, AuszeichnungChartplatzierungen (Jahr, Titel, Platzierungen, Wochen/Monate, Auszeichnungen, Anmerkungen) | Anmerkungen                                        |
| Jahr | Titel                                                            | DE | AT | CH | Anmerkungen                                        |
| ---- | ---------------------------------------------------------------- | --- | --- | --- | -------------------------------------------------- |
| 1986 | Stephan Remmler                                                  | DE8 (14 Wo.)DE | AT8 (3 Mt.)AT | CH24 (5 Wo.)CH | Erstveröffentlichung: 24. Oktober 1986             |
| 1988 | Lotto                                                            | DE36 (12 Wo.)DE | AT30 (½ Mt.)AT | — | Erstveröffentlichung: 25. Oktober 1988             |
| 1990 | 10 Jahre bei der Stange                                          | — | — | — | Erstveröffentlichung: 1. November 1990 Kompilation |
| 1991 | Projekt F – Auf der Suche nach dem Schatz der verlorenen Gefühle | — | — | — | Erstveröffentlichung: 23. Mai 1991                 |
| 1993 | Vamos                                                            | — | — | — | Erstveröffentlichung: 1993                         |
| 1994 | HÜH (Live)                                                       | — | — | — | Erstveröffentlichung: 1994 Livealbum               |
| 1996 | Amnesia                                                          | — | — | — | Erstveröffentlichung: 14. Oktober 1996             |
| 2006 | 1, 2, 3, 4 …                                                     | DE60 (2 Wo.)DE | — | — | Erstveröffentlichung: 14. Juli 2006                |

### Singles
| Jahr | Titel Album                                                                     | Höchstplatzierung, Gesamtwochen/‑monate, AuszeichnungChartplatzierungen (Jahr, Titel, Album, Platzierungen, Wochen/Monate, Auszeichnungen, Anmerkungen) | Höchstplatzierung, Gesamtwochen/‑monate, AuszeichnungChartplatzierungen (Jahr, Titel, Album, Platzierungen, Wochen/Monate, Auszeichnungen, Anmerkungen) | Höchstplatzierung, Gesamtwochen/‑monate, AuszeichnungChartplatzierungen (Jahr, Titel, Album, Platzierungen, Wochen/Monate, Auszeichnungen, Anmerkungen) | Anmerkungen                |
| Jahr | Titel Album                                                                     | DE | AT | CH | Anmerkungen                |
| ---- | ------------------------------------------------------------------------------- | --- | --- | --- | -------------------------- |
| 1984 | Feuerwerk –                                                                     | DE32 (12 Wo.)DE | — | — | als Stephan & Nina         |
| 1986 | Keine Sterne in Athen (3-4-5 x in 1 Monat) Stephan Remmler                      | DE3 (18 Wo.)DE | AT2 (4 Mt.)AT | CH5 (11 Wo.)CH |                            |
| 1987 | Alles hat ein Ende nur die Wurst hat zwei (Krause & Ruth) Stephan Remmler       | DE3 (10 Wo.)DE | AT8 (1 Mt.)AT | CH22 (3 Wo.)CH |                            |
| 1987 | Vogel der Nacht Stephan Remmler                                                 | DE36 (11 Wo.)DE | — | — |                            |
| 1988 | Keine Angst hat der Papa mir gesagt (Keine Angst hat die Mama mir gesagt) Lotto | DE15 (17 Wo.)DE | AT13 (2 Mt.)AT | — |                            |
| 2007 | Ich kann nix dafür Vollidiot (O.S.T.)                                           | DE10 (14 Wo.)DE | AT41 (9 Wo.)AT | CH91 (1 Wo.)CH | als Nena, Olli & Remmler   |
| 2010 | Da Da Da (Unplugged) MTV Unplugged Live aus’m MV                                | DE56 (3 Wo.)DE | AT62 (1 Wo.)AT | — | Sido feat. Stephan Remmler |

Weitere Singles:
- 1971: I Know it’s Over (als Rex Carter)
- 1971: Ich liebe die Sonne (als Rex Carter)
- 1987: Alles hat ein Ende nur die Wurst hat zwei (Krause & Ruth) (Die Hackfleisch-Version)
- 1987: Unter einer kleinen Decke in der Nacht (Das Kuschellied)
- 1987: I Don’t Go to U.S.A. (englische Version von Keine Sterne in Athen)
- 1988: Oben aufm Berg (Das Wunder aufm Berg)
- 1988: Drei weiße Birrrken (Du bist meine Heimat) (feat. Status Quo)
- 1989: Einer ist immer der Loser (Einer muß immer verliern)
- 1991: HONG 3 – Fährt ein weißes Schiff nach Hongkong
- 1991: SCHOEN 4 – Heimweh
- 1992: BittebitteBarbarella
- 1993: Blank
- 1993: Bananaboat (feat. Die Toten Hosen)
- 1994: Boom Boom
- 1996: Schweinekopf
- 1996: Heut geht die Sonne nicht auf
- 1997: Only Love Is the Answer (feat. Brooke Russell)
- 2006: Frauen sind böse (nur Download)
- 2006: Einer muss der Beste sein (Ich ich ich)
- 2014: Keine Sterne in Athen (mit La Brass Banda)

## Hörbücher
- 1984: Peter und der Wolf
- 2010: Life

## Auszeichnungen
- Internationaler Musikpreis 2006[12]

## Werke
- Heinrich, Schweinrich und die fliegenden Krokodile mit Illustrationen von Kai Pannen. Kösel Verlag, 2015, ISBN 978-3-466-34610-3.